# VFA-146
146ème Escadron de chasseur d'attaque
Le Strike Fighter Squadron 146 (STRKFITRON 146 ou VFA-146), connu sous le nom de "Blue Diamonds", est un escadron de chasseur d'attaque F/A-18F Super Hornet de l'US Navy stationné à la Naval Air Station Lemoore, en Californie. Leur code de queue est NA et leur indicatif radio est Diamond. Il est actuellement affecté au Carrier Air Wing Seventeen (CVW-17) à bord du porte-avions nucléaire USS Nimitz (CVN-68).

## Historique

### Origine

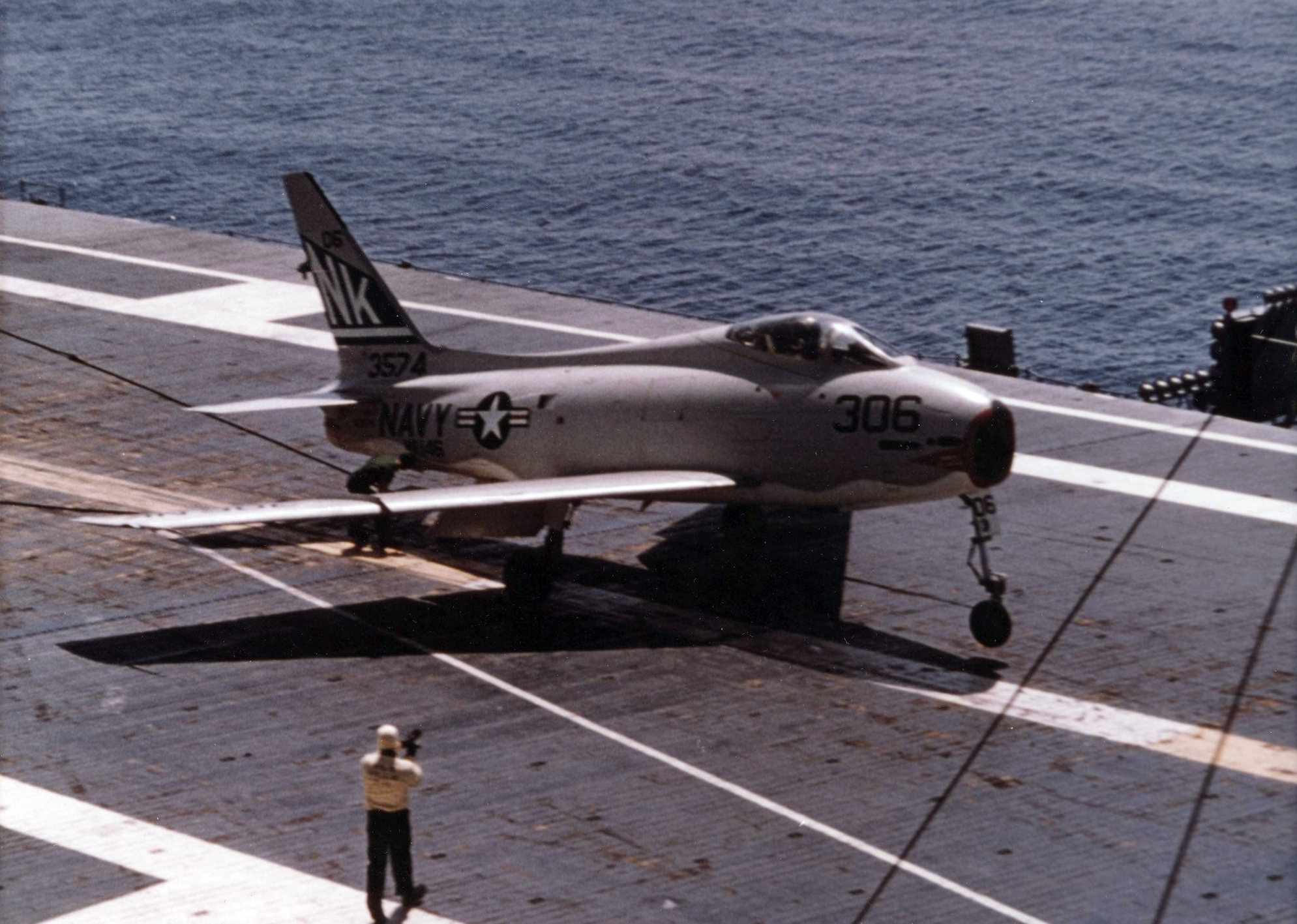
FJ-4B Fury du VA-146 sur USS Bennington en 1958

Le 1er février 1956, l' Attack Squadron 146 (VA-146) est devenu le plus récent escadron de chasseur d'attaque à réaction de la marine à la Marine Corps Air Station Miramar. Puisqu'il n'y avait pas d'escadron de remplacement de flotte (FRS) à ce moment-là, le VA-146 a commencé avec quelques avions d'entraînement interne dans divers modèles du Grumman F9F Cougar. Leur premier déploiement a eu lieu à bord de l'USS Hornet (CV-12) en 1957, au sein du CVG-14. En septembre 1957, l'escadron est passé au FJ-4B Fury, se déployant deux fois à bord de l'USS Ranger (CV-61) avant 1960.

### Années 1960

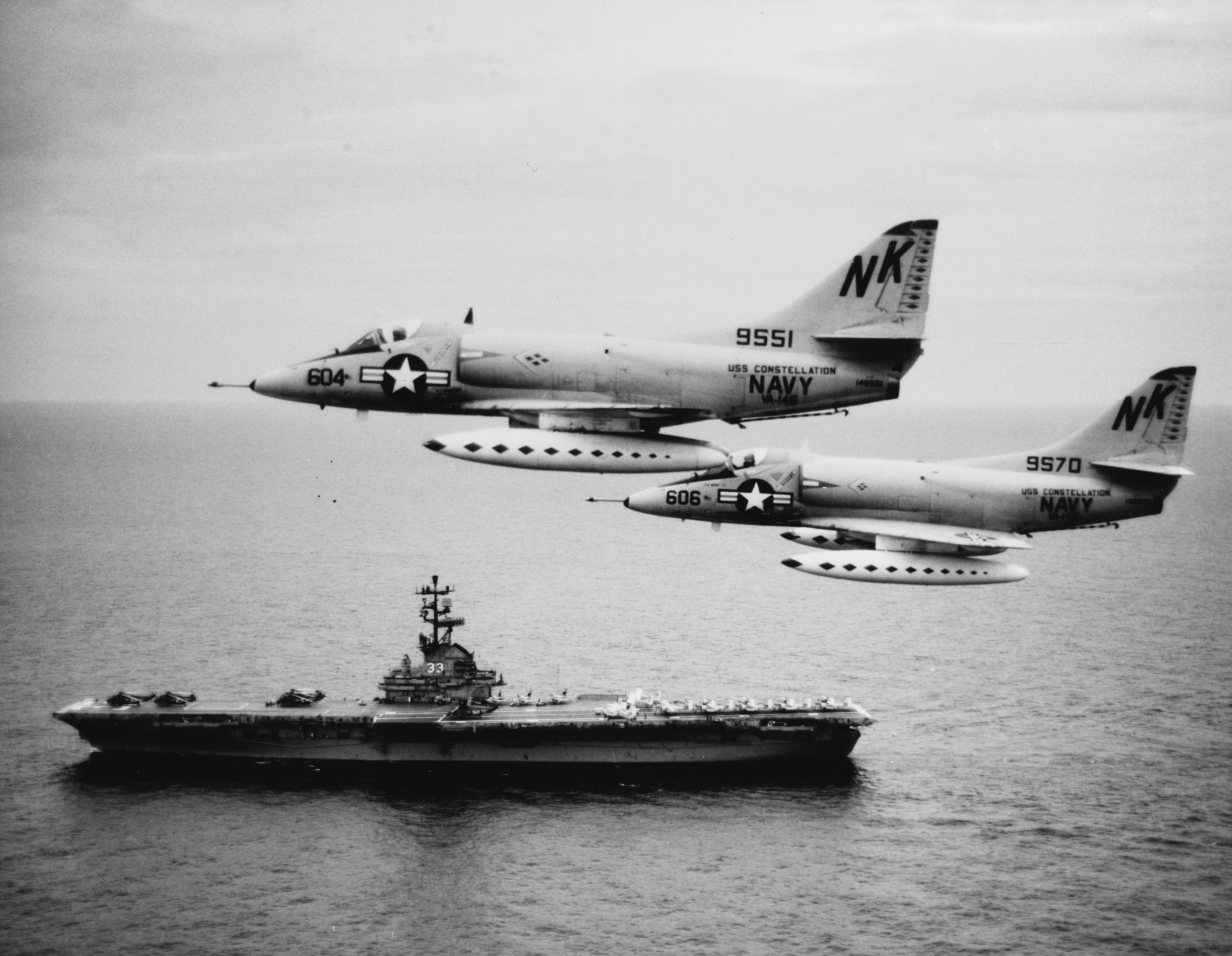
A-4C Skyhawks du VA-146 en août 1964

Le 17 janvier 1960, le VA-146 a participé à un vol de traversée sans escale d'un océan à l'autre.
Durant cette décennie, le VA-146, au sein du Carrier Air Wing Fourteen, effectue six déploiements à bord de quatre porte-avions différents : USS Oriskany (CV-34) (1960), USS Lexington (CV-16) (1961-62), USS Constellation (CV-64) (1963, 1964-65 et 1967), USS Ranger (CV-61) (1965-66). En 1969, le VA-146 rejoint le Carrier Air Wing Nine (CVW-9) pour un premier déploiement à bord de l'USS Enterprise (CVN-65).
En mai 1962, l'escadron a déménagé au Naval Air Station Lemoore et est passé au A-4 Skyhawk en juin 1962. De juin à septembre 1964, alors qu'il opérait depuis l'USS Constellation au large de Yankee Station (en), le VA-146 participa à des missions de reconnaissance photographique au-dessus du Laos et du Nord Vietnam, puis a fourni un soutien d'escorte aux pétroliers. En réponse aux Incidents du golfe du Tonkin (attaque de torpilleurs nord-vietnamiens contre l'USS Maddox (DD-731) et l'USS Turner Joy (DD-951) le 2 août 1964, le VA-146 a participé à l'Operation Pierce Arrow (en), des frappes aériennes de représailles contre des cibles nord-vietnamiennes qui ont entraîné le naufrage ou l'endommagement de 8 torpilleurs, et marqué la première utilisation de l'A-4 au combat. Le 29 juin 1966, une frappe de 28 avions du VA-146 et d'autres avions du CVW-14 a frappé le complexe de stockage de Haïphong Petroleum, la première frappe américaine contre ce complexe.
En décembre 1968, sous les instructions du VA-125, le VA-146 est passé au A-7B Corsair II intégrant le CVW-9 pour un premier déploiement sur l'USS Enterprise en 1969.

### Années 1970

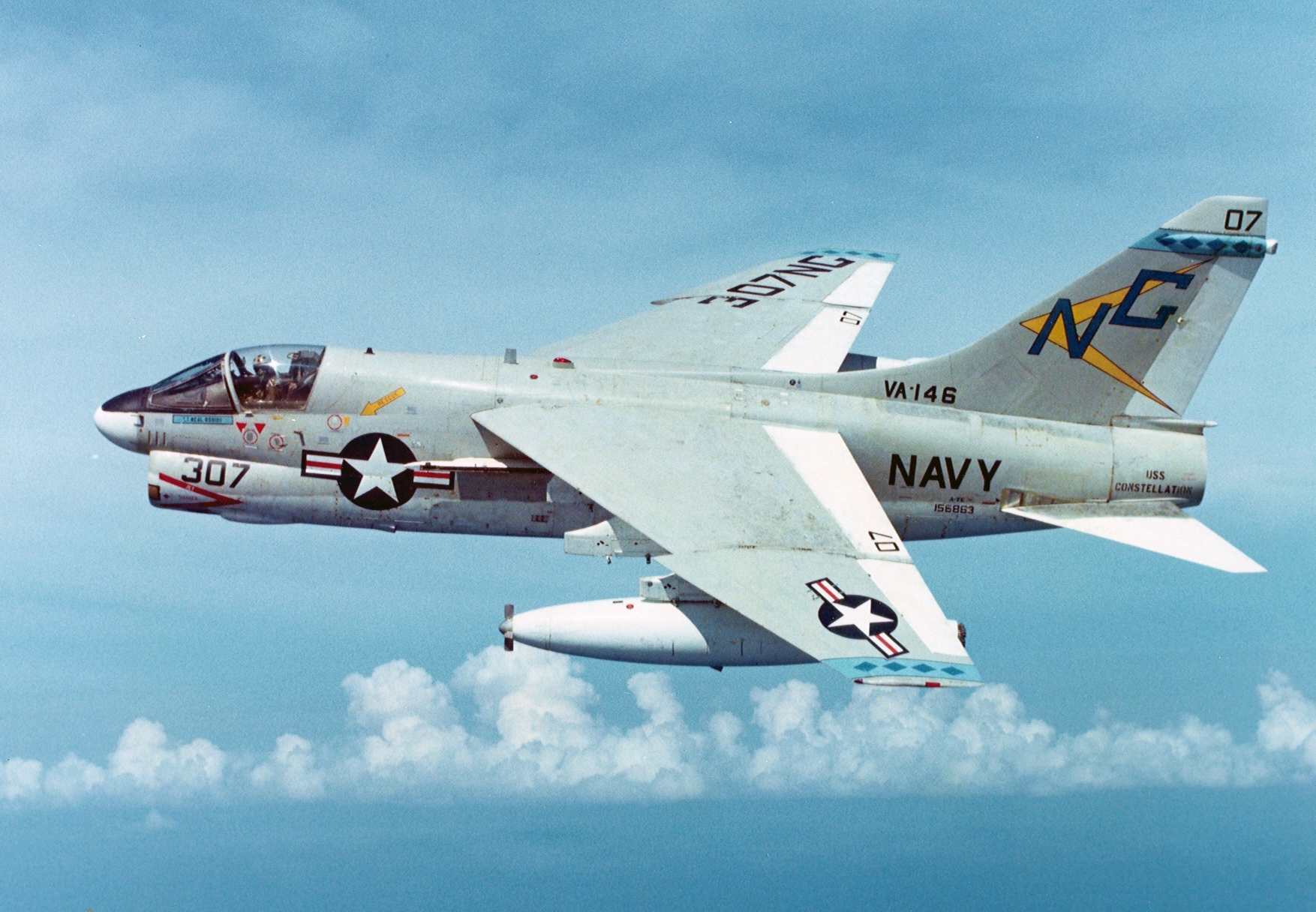
A-7E Corsair II du VA-146, en 1974

Au cours de cette décennie, le VA-146 et le CVW-9 effectue deux déploiements à bord de l'USS America (CV-66) (1970) et cinq à bord de l'USS Constellation (CV-64) (1971 à 1979). En décembre 1971, le VA-146 est devenu le premier escadron de la Marine à utiliser une bombe guidée laser (LGB) au combat. En 1973, l'escadron  effectue la dernière mission à la guerre du Vietnam et reçoit la Presidential Unit Citation. En 1974, il opère pour la première fois dans le golfe Persique, puis plus tard pour la Crise des otages américains en Iran.

### Années 1980

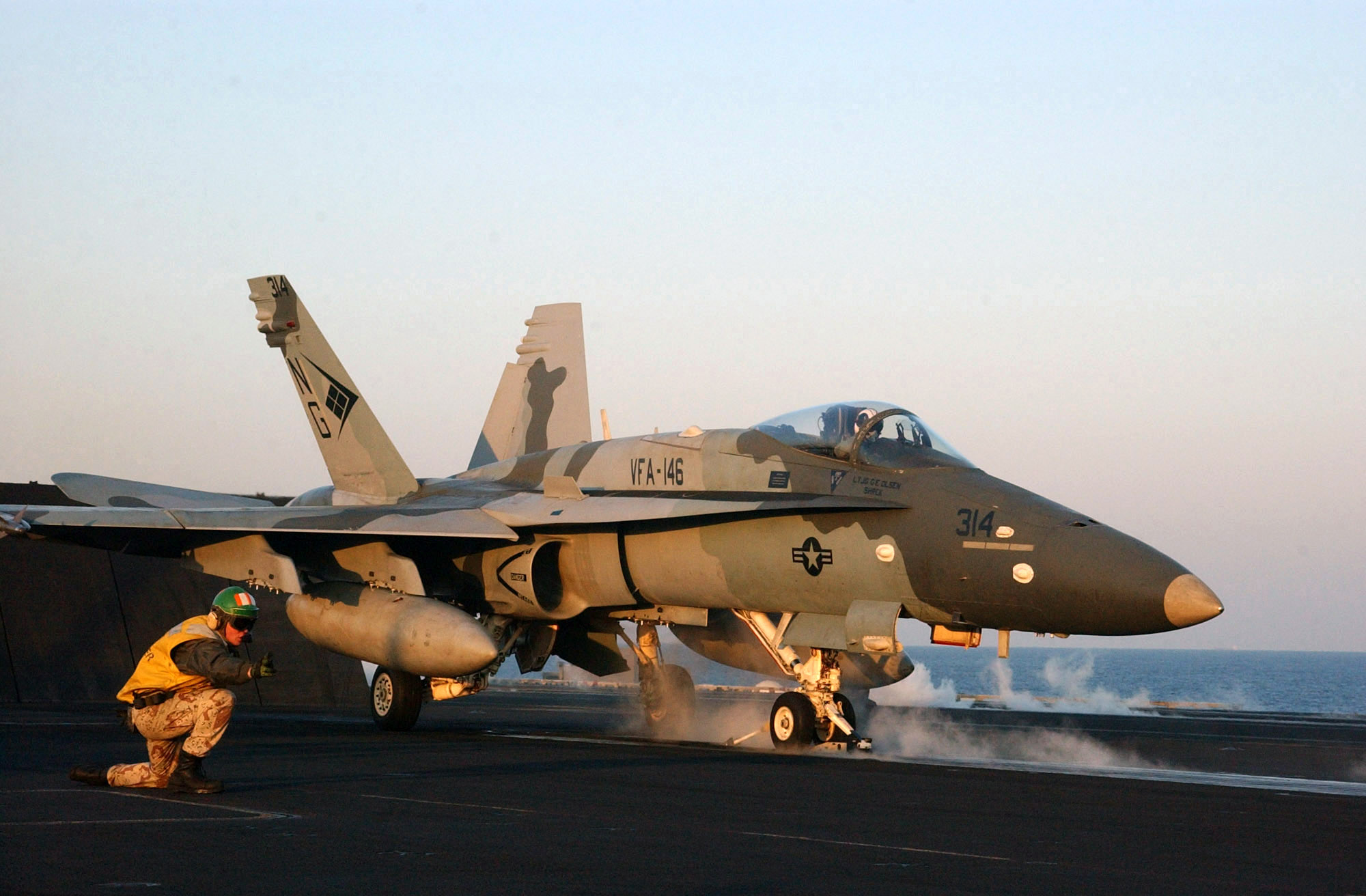
F/A-18C Hornet du VFA-146 lancé del'USS Carl Vinson, en 2003

Au cours de cette décennie, le VA-146 effectue sept déploiements sur trois porte-avions différents : 2 sur l'USS Constellation (1980 et 1981-82), 3 sur l'USS Kitty Hawk (CV-63) (1984, 1985 et 1987) et 2 sur l'USS Nimitz (CVN-68) (1988 et 1989)
En février 1980, le VA-146 effectue le premier déploiement dans le Pacifique avec le nouveau système FLIR (Forward looking infrared) installé sur l'A-7 Corsair II. En 1983, l'escadron a été chargé d'introduire dans la flotte le système de missiles HARM en étant affecté temporairement au Carrier Air Wing Two (CVW-2) lors de son premier déploiement à bord de l'USS Kitty Hawk. En septembre 1988, le VA-146 embarque à bord de l'USS Nimitz pour un déploiement dans le Pacifique occidental pour les opérations dans la mer du Japon lors des Jeux olympiques d'été de 1988.
Le 21 juillet 1989, le VA-146 a été renommé Strike Fighter Squadron ONE HUNDRED FORTY SIX (VFA-146), et a reçu leur premier F/A-18 Hornet le 18 novembre 1989.

### Années 1990
Lors de cette décennie, le VFA-146 au sein du CVW-9 a effectué huit déploiements à bord de 4 porte-avions différents : 1 à bord de l'USS Constellation (1990), 5 à bord de l'USS Nimitz (CVN-68) (1991à 1998), 1 à bord de l'SS Kitty Hawk (1998) et 1 à bord de l'USS Independence (CV-62) (1998). En 1997, l'escadron avec le groupement tactique USS Nimitz opéra à l'appui de l'Opération Southern Watch. 

### Années 2000 et 2010
Durant cette première décennie, le VFA-146 au sein du CVW-9 effectue 6 déploiements à bord de 2 porte-avions différents : 4 à bord de l'USS John C. Stennis (CVN-74) (2000, 2001, 2007 et 2009) et à bord de l'USS Carl Vinson (CVN-70) (2003 et 2005).
En 2001 il est à l'appui de l'Opération Enduring Freedom en Afghanistan en réponse aux attentats du 11 septembre 2001.
En 2003  l'escadron est rattaché à la Septième flotte des États-Unis dans la mer du Japon en tant qu'actif de projection de puissance. En 2005 l'escadron, avec le reste du CVW-9, a effectué des missions à l'appui de l'Opération Iraqi Freedom et en 2007 à l'Opération Enduring Freedom.

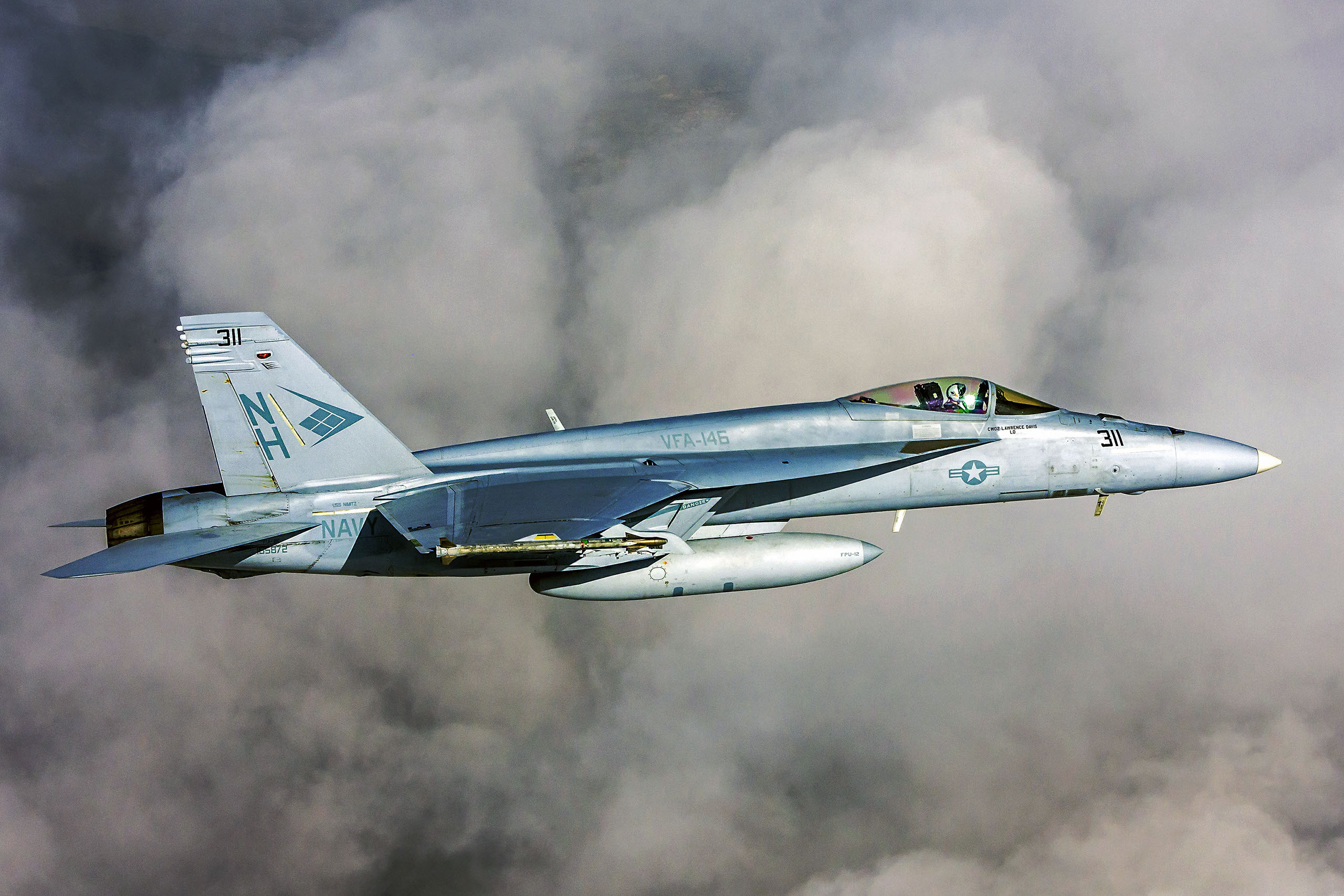
Super Hornet du VFA-146 en 2015

Durant la seconde décennie, le VFA-146 effectue 5 déploiements : 2 à bord de l'USS Ronald Reagan (CVN-76) avec le Carrier Air Wing Fourteen (CVW-14) en 2010 et 2011 et 3 à bord de l'USS Nimitz (CVN-68) avec le Carrier Air Wing Eleven de 2012 à 2017.
C'est en 2015 que le VFA-146 reçoit le nouveau F/4-18E Super Hornet

### Années 2020
En 2020, le VFA-146 accompagne le CVW-11 sur l'USS Theodore Roosevelt (CVN-71).
En 2022, l'escadron est transféré au Carrier Air Wing Seventeen (CVW-17).